# Alvarelhos (Trofa)
Alvarelhos ist ein Ort und eine ehemalige Gemeinde (Freguesia) im Norden Portugals.

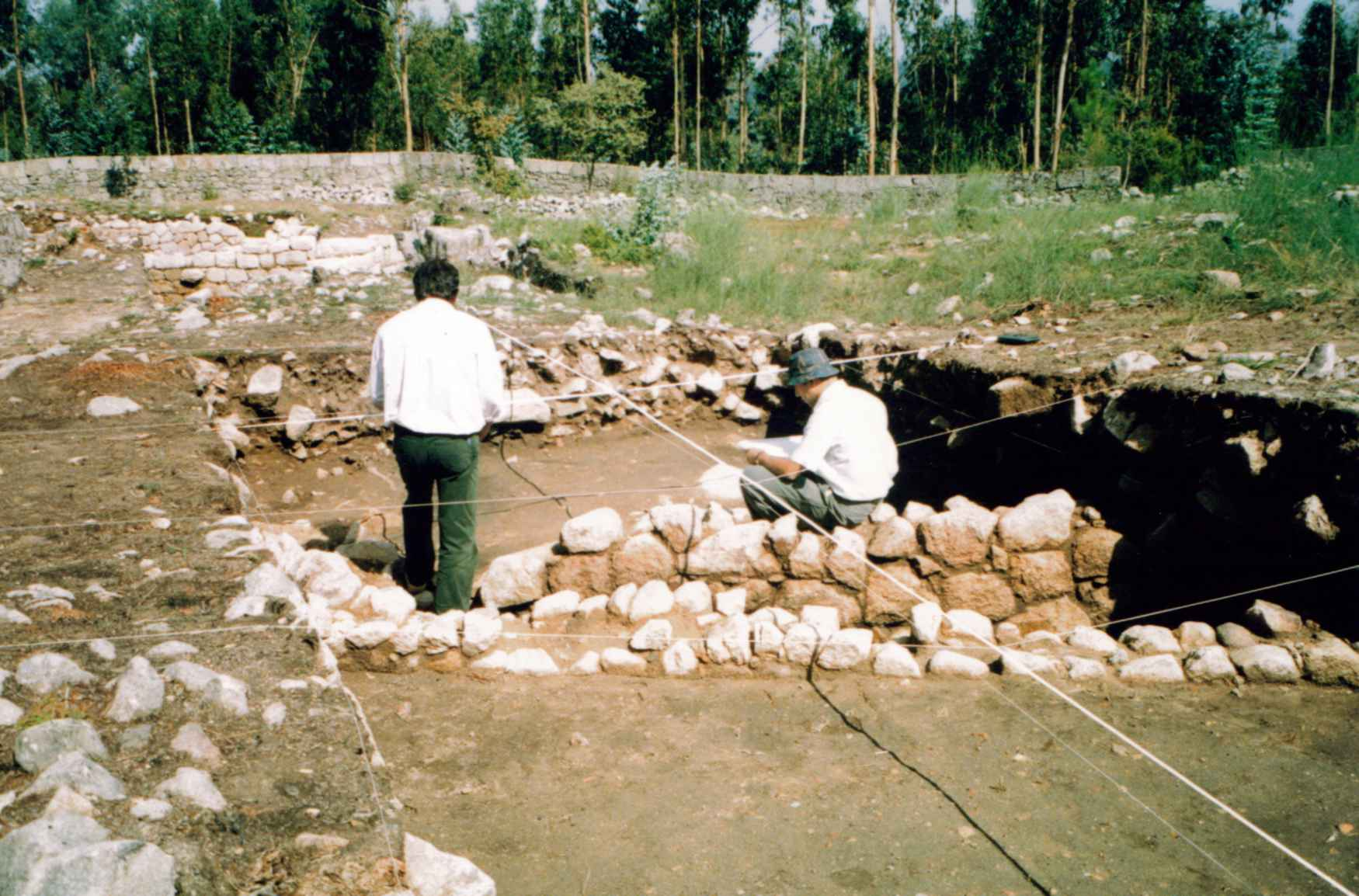
Grabungen am Castro de Alvarelhos

Alvarelhos gehört zum Kreis Trofa im Distrikt Porto. Die Gemeinde hatte eine Fläche von 7,3 km² und 3199 Einwohner (Stand 30. Juni 2011).
Am 29. September 2013 wurden die Gemeinden Alvarelhos und Guidões zur neuen Gemeinde União das Freguesias de Alvarelhos e Guidões zusammengeschlossen. Alvarelhos ist Sitz dieser neu gebildeten Gemeinde.

## Bauwerke
- Castro de Alvarelhos